# Nomada striata
Nomada striata là một loài Hymenoptera trong họ Apidae. Loài này được Fabricius mô tả khoa học năm 1793.